# Sjösbosjön
Sjösbosjön är en sjö i Vimmerby kommun i Småland och ingår i Motala ströms huvudavrinningsområde. Sjön är 23,4 meter djup, har en yta på 0,166 kvadratkilometer och befinner sig 166,1 meter över havet. Sjön avvattnas av vattendraget Lillån. Vid provfiske har abborre, gädda, lake och mört fångats i sjön.

## Delavrinningsområde
Sjösbosjön ingår i det delavrinningsområde (640246-147766) som SMHI kallar för Inloppet i Kvarndammen. Medelhöjden är 227 meter över havet och ytan är 32,24 kvadratkilometer. Det finns inga avrinningsområden uppströms utan avrinningsområdet är högsta punkten. Lillån som avvattnar avrinningsområdet har biflödesordning 3, vilket innebär att vattnet flödar genom totalt 3 vattendrag innan det når havet efter 245 kilometer. Avrinningsområdet består mestadels av skog (93 procent). Avrinningsområdet har 0,17 kvadratkilometer vattenytor vilket ger det en sjöprocent på 0,5 procent.